# Erateina sinuata
Erateina sinuata är en fjärilsart som beskrevs av Saunders 1860. Erateina sinuata ingår i släktet Erateina och familjen mätare. Inga underarter finns listade i Catalogue of Life.